# Greyia radlkoferi
Greyia radlkoferi är en tvåhjärtbladig växtart som beskrevs av Szyszyl.. Greyia radlkoferi ingår i släktet Greyia och familjen Melianthaceae. Inga underarter finns listade i Catalogue of Life.